# Reprezentacja Andaluzji w piłce nożnej mężczyzn
Reprezentacja Andaluzji w piłce nożnej – zespół piłkarski reprezentujący Andaluzję na arenie międzynarodowej, nie jest członkiem FIFA ani UEFA.
Reprezentacja Andaluzji nieregularnie rozgrywa mecze towarzyskie. Pierwszym spotkaniem z jej udziałem był mecz przeciwko Galicji w 1923, który Andaluzja przegrała 1:4. W swojej historii drużyna ta rozgrywała spotkania zarówno z innymi nieuznawanymi reprezentacjami, klubami piłkarskimi, jak i drużynami tworzonymi okazjonalnie na potrzeby danego meczu. Ponadto od lat 60. XX wieku rozegrała również sparingi z kilkunastoma drużynami narodowymi będącymi członkami FIFA (między innymi z Paragwajem (1965), Rumunią (1974), Urugwajem (1990), Jugosławią (1990), Estonią (1999), Marokiem (2000), Irakiem (2000), Tunezją (2001), Chile (2002), Łotwą (2003), Maltą (2004), Chinami (2005) czy Zambią (2007)).
Trenerami drużyny byli między innymi Ferdinand Daučík, Juan Arza, Joaquín Caparrós czy Adolfo Aldana.
Działalność zespołu początkowo finansowana była wyłącznie przez lokalny związek piłkarski (Federación Andaluza de Fútbol), a następnie, po zmianie przepisów prawnych, także przez lokalny rząd Andaluzji.